# Hassan Benjelloun
Hassan Benjelloun (Settat, 12 de abril de 1950) es un guionista, director y productor marroquí. Es conocido por su comedia de 2007 ¿Dónde vas Moshé? (Où vas-tu Moshé?).

## Biografía
Benjelloun nació en Settat. Asistió al instituto Abdelmalek Essaadi de Kenitra antes de aprobar el bachillerato en Caen, donde continuó sus estudios, realizando un postgrado en farmacia. Se graduó en 1976 y trabajó en la Facultad de Medicina de Casablanca. En 1979, decidió abrir una farmacia en su ciudad natal, Settat. En 1980, decidió estudiar dirección en el Conservatoire libre du cinéma français (CLCF) de París, donde obtuvo su diploma.
A su regreso a Marruecos, se unió a cuatro directores marroquíes para crear, en 1989, el Grupo Casablanca. Con ellos realizaría cinco largometrajes, entre ellos "La Fête des Autres", la primera película de ficción de Benjelloun.
En 2010, dirigió "Les oubliés de l'Histoire". Esta película se proyectó en el 11º Festival Nacional de Cine de Tánger. Fue galardonada con el premio al mejor protagonista masculino por la interpretación de Amine Ennaji.
En julio de 2019, Benjelloun presidió el jurado de la categoría de Largometraje Internacional en el festival Ecrans Noirs.

## Filmografía parcial

### Largometrajes[6][7][8]
- 1990: La Fête des autres
- 1993: Yarit
- 1998: Les Amis d'hier
- 2001: Jugement d'une femme
- 2002: Le Pote
- 2004: La Chambre Noire
- 2007: Where Are You Going Moshé? (Où vas-tu Moshé?)[9][10]
- 2009: Les Oubliés de l'histoire[11]
- 2010: Zmanna
- 2011: 5ème corde
- 2013: La Lune Rouge